# Arenetra criddlei
Arenetra criddlei là một loài tò vò trong họ Ichneumonidae.